# Shlomi Arbeitman

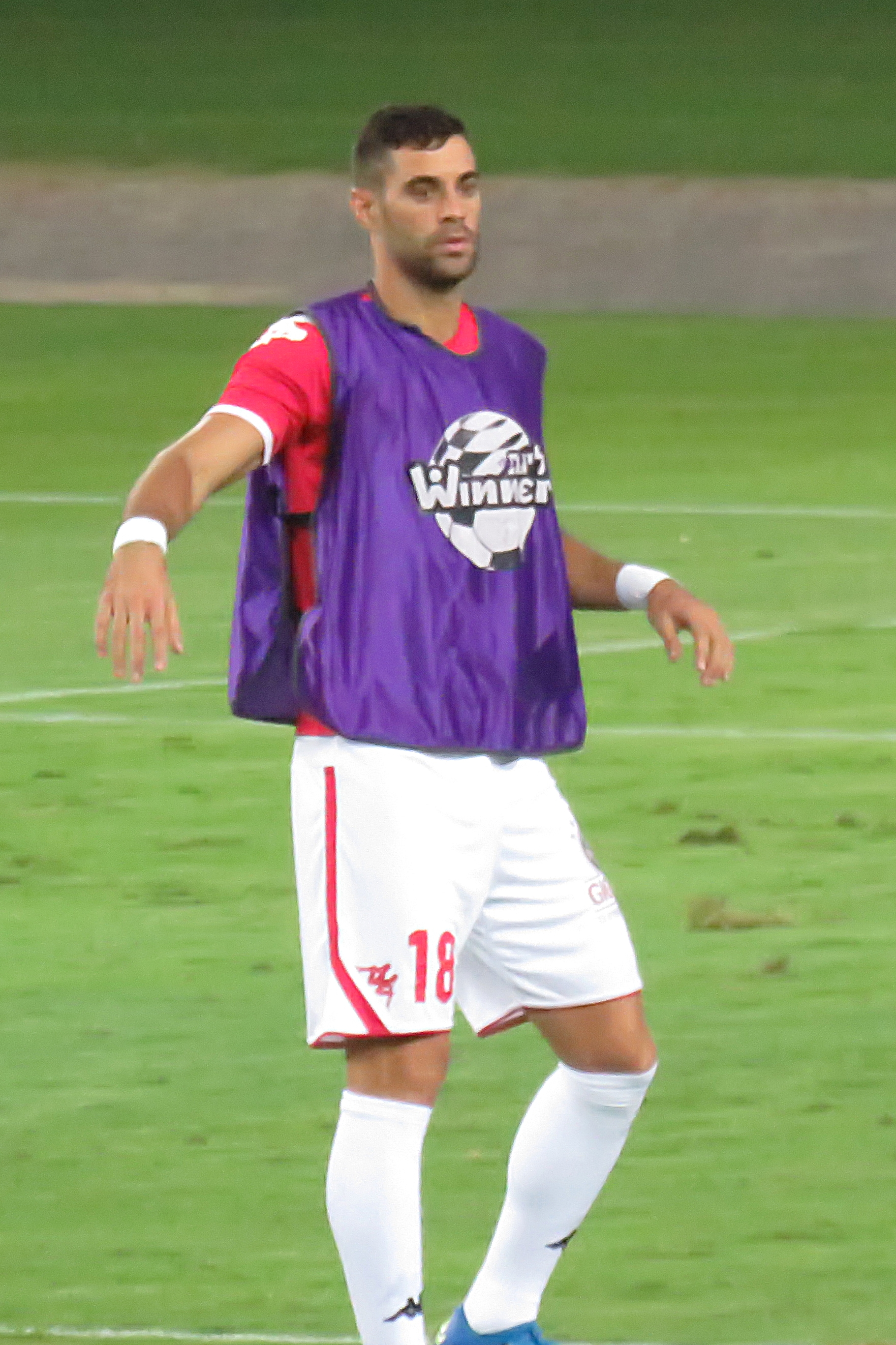
Shlomi Arbeitman

Shlomi Arbeitman (hebreiska: שלומי ארבייטמן) född 14 maj 1985 i Netanya, Israel, är en professionell fotbollsspelare (anfallare). Han spelar för närvarande i Hapoel Be'er Sheva, han har tidigare spelat i bland annat Beitar Jerusalem och Hapoel Petah Tikva. Mellan 2004 och 2007 spelade Arbeitman 17 matcher för Israels U21-landslag men han debuterade även i det israeliska seniorlandslaget 2004 i en match mot Azerbajdzjan och gjorde då tre mål.